# Mid Suffolk
Mid Suffolk es un distrito no metropolitano del condado de Suffolk (Inglaterra). Tiene una superficie de 871,07 km². Según el censo de 2001, Mid Suffolk estaba habitado por 86 837 personas y su densidad de población era de 99,69 hab/km².